# Henrik Larsson
Henrik Edward Larsson MBE (Helsingborg, 1971. szeptember 20. –) svéd válogatott labdarúgó. 2009. október 28-án játszotta utolsó tétmérkőzését a Helsingborgs IF színeiben 2–0-ra elvesztett bajnokin a Djurgårdens IF Fotboll csapata ellen. Fia, Jordan szintén profi labdarúgó.

## Pályafutása

### Klubcsapatokban
Az 1971. szeptember 20-án született Henrik Larsson már  hatéves korában a neves svéd utánpótlás-nevelő klubnál, a Högaborgsnál rúgta a labdát. Nem véletlenül hangzik úgy a csapat neve, mintha valamelyik Harry Potter-könyvből lenne ismerős: a Högaborgs már több kiváló svéd válogatott játékost varázsolt  a futball nemzetközi színpadára.
Közülük is a legkiválóbbá vált a zöld-foki szigetekről származó édesapa és svéd anya gyermeke, aki 17 évesen aláírta első profi szerződését. A Högaborgstól négy idény után az akkor a svéd másodosztályban szereplő Helsingborgshoz szerződött, ahol két idény alatt 56 meccsen 50 gólt helyezett el az ellenfelek hálójában.
Ezzel felhívta magára fél Európa figyelmét és végül a Feyenoord vette meg, közel 300 ezer angol fontnak megfelelő összegért, amit azért akkoriban nem fizettek ki mindenkiért. „Henke” holland szerződésének érdekessége, hogy mire a Feyenoord ajánlata befutott, őt már gyakorlatilag kész, szinte csak aláírásra váró kontraktussal várta a zürichi Grasshoppers.
Végül mégis Rotterdamba igazolt, így összeállhatott az utolsó nemzetközi szinten is jegyzettnek nevezhető csatársor, amelyben magyar résztvevő is szerepelt: a Kiprich-Larsson páros. Noha, csak két évig játszottak együtt, a 8 év különbség ellenére a svéd állítja, rengeteget tanult példaképétől, „Kipricstől”, s azóta is tartják a kapcsolatot.
Négy év múlva, 1997-ben nem tudott megállapodni szerződés-módosításáról a holland vezetőkkel, a skót Celtic pedig lecsapott rá, és 650 ezer fontért meg is szerezte az addigra már a ’94-es világbajnokságon bronzérmet szerző csatárt. Na persze, ha valakinek, hát neki igazán kijárt a bronz – első válogatottbeli meccsén, a finnek ellen, „Henke” lőtte a másodikat a 3–1-re megnyert mérkőzésen, amely végül az Egyesült Államokba érvényes repülőjegyhez juttatta a „vikingeket.”
A Celticnél gyakorlatilag királlyá vált, 7 év alatt négy bajnoki címet nyert, 2001-ben Európa legjobb góllövőjeként Aranycipős lett, úgy, hogy egy évvel korábban súlyos lábtörést szenvedett, és hosszú hónapokat kihagyott. 2004-ben távozott a keltáktól, úgy, hogy 315 mérkőzésen lőtt 242 gólt – minden hivatalos mérkőzést egybevetve.

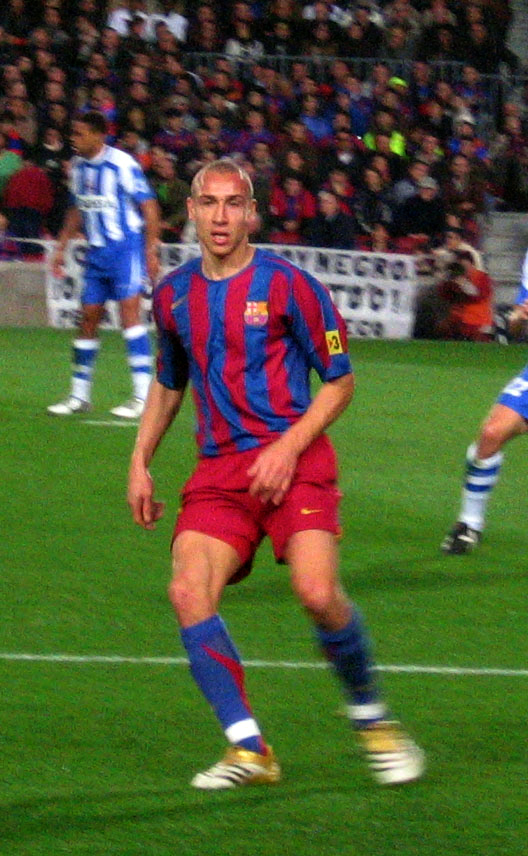
Larsson a Barcelonánál

Ekkor már persze a Barcelona játékosa volt, és két spanyol bajnoki cím után begyűjtötte a legrangosabb trófeát klubszinten, amit csak be lehet: megnyerte a Bajnokok Ligáját a katalánokkal.
2007-ben rövid ideig a Manchester United játékosa lett,az ott eltöltött fél év alatt is hasznos tagja volt csapatának, bajnoki címhez segítette a Vörös Ördögöket.
Pályafutásának utolsó szakaszát a Helsingborg játékosaként töltötte,innen vonult vissza az aktív futballtól.Pályafutásának utolsó mérkőzését 2009. október 28-án játszotta. (Helsingborgs IF-Djurgårdens IF Fotboll 0-2) A mérkőzés után a szurkolók felállva éltették minden idők egyik legjobb svéd játékosát.

### A válogatottban
Tagja volt az 1994-es labdarúgó-világbajnokságon bronzérmet szerzett svéd csapatnak.